# Bupalus hirschkei
Bupalus hirschkei là một loài bướm đêm trong họ Geometridae.